# ألواح عازلة

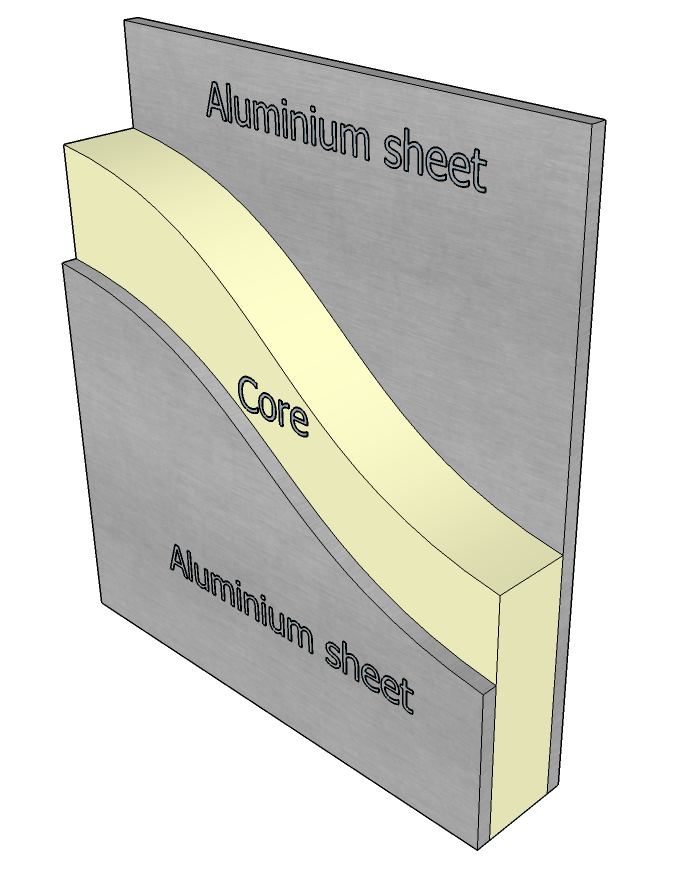

الألواح العازلة (بالإنجليزية: Sandwich panel) هو عازل يتكون من البولي يوريثين (الفوم) تٌحقن بين شريحتين من الصاج.
يقال بأن هذه الألواح تساهم بعزل الحرارة، لكنها سريعة الاشتعال.